# Турецкая плоскоголовая форель
Турецкая плоскоголовая форель (лат. Salmo platycephalus) — вид пресноводных лучепёрых рыб из семейства лососёвых.
Донно-пелагическая рыба, обитающая в субтропических горных ручьях. Самцы достигают длины 55 см, самки — 21,8 см.
Эндемик юго-восточной Турции. Обитает только в трёх притоках реки Заманты и одном притоке реки Сейхан.
Несмотря на большую популяцию турецкой плоскоголовой форели, ограниченный ареал и её незаконная добыча являются угрозами для существования вида. Потенциальную угрозу представляют забор воды и строительство плотин на ручьях, где она обитает, а также интродукция других видов форели в места обитания этой рыбы. МСОП присвоил таксону охранный статус «Вымирающие виды» (EN).